# (73395) 2002 LP16
(73395) 2002 LP16 – planetoida z pasa głównego asteroid okrążająca Słońce w ciągu 5,24 lat w średniej odległości 3,02 j.a. Odkryta 6 czerwca 2002 roku.